# Кулаков Микола Лазаревич
Микола Лазаревич Кулаков (рос. Никола́й Ла́заревич Кулако́в; 1880 — травень 1945) — російський військовий діяч.

## Біографія
Народився в родині урядника в станиці Єссентукській Терської області; отримав домашню освіту.
З 14 березня 1900 року служив в 1-й Волгському полку. 14 січня 1906 року перейшов на надстрокову службу в тому ж полку; в липні 1907 закінчив школу підхорунжих. У 1912 році звільнений в запас.
З початком Першої світової війни 30 липня 1914 року мобілізований в той же 1-й Волзький полк. У 1914 році був поранений (1 жовтня, на перевалі Ужок в Карпатах), контужений (23 жовтня). З 3 червня 1916 року по 15 лютого 1917 року — командир обозу полку. З 3 березня по 22 квітня 1917 року — тимчасовий командир 3-ї сотні полку, з 11 по 28 травня — тимчасовий командир 5-ї сотні. 6 липня 1917 отримав звання сотника. До 21 грудня перебував на фронті в складі полку; 21 березня 1918 демобілізований, відбув до рідної станиці.
У Громадянську війну у вересні 1918 року приєднався до загону полковника А. Г. Шкуро, який засів у Кисловодську; з 22 жовтня 1918 — командир 2-ї сотні 1-го Волгського полку, з 16 червня 1919 року — помічник командира полку по стройовій частині. Восени 1919 року був поранений; продовжив службу на фронті в своєму полку з 10 січня 1920 року. При відступі до Новоросійська в бою біля станиці Кагальницької отримав осколкове поранення обох ніг; через кілька днів в санітарному поїзді переніс двосторонню ампутацію (з одного боку — вище коліна, з іншого — нижче), внаслідок чого не зміг евакуюватися до Криму і залишився в Новоросійську.
Дружина розшукала його в Новоросійську і відвезла на батьківщину, де до 1932 року він переховувався в підвалі власного будинку. На початку 1930-х років намагався легалізуватися; був затриманий уповноваженим ОГПУ, але після допитів звільнений через важкий фізичний стан, жив в рідній станиці.
У 1942 році, після окупації німцями Північного Кавказу, був обраний станичним отаманом, сформував 1-шу Терську козацьку сотню. Ходив на протезах, виготовлених йому німцями. У січні 1943 року очолив евакуацію козацьких сотень з території Північного Кавказу, які увійшли в березні 1943 року до складу 1-ї козачої дивізії вермахту. Був обраний похідним отаманом Терського козачого війська; з березня 1944 року входив до складу Головного управління козачих військ під керівництвом генерала від кавалерії П. М. Краснова. Брав участь у бойових діях терських козаків у складі 1-ї козачої дивізії та 15-го козачого корпусу.
З квітня 1945 року перебував на відпочинку в районі Інсбрука; на початку травня 1945 був захоплений спецгрупою «Смерш» і етапований в радянську зону окупації до Відня. В ув'язненні Кулаков був позбавлений протезів, які необґрунтовано конфіскували, на допити пересувався поповзом. Зрештою він був жорстоко забитий до смерті конвоїрами в'язниці, які звинуватили його в повільності.

## Звання
- Молодший урядник (17 січня 1904)
- Старший урядник (19 грудня 1904)
- Вахмістр (18 липня 1906)
- Підхорунжий (20 грудня 1907)
- Зауряд-хорунжий (25 вересня 1914)
- Прапорщик (10 лютого 1915)
- Хорунжий (28 липня 1916)
- Сотник (6 липня 1917)
- Підосавул (27 серпнгя 1919)
- Осавул
- Військовий старшина (1920)
- Оберст вермахту (1944)

## Нагороди
- Срібна медаль «За старанність» на Станіславській стрічці (14 квітня 1912)

### Перша світова війна
- Повний Георгіївський кавалер:
  - Георгіївський хрест IV ст. № 5785 (30 листопада 1914)
  - Георгіївський хрест III ст. № 13206 (1 червня 1915)
  - Георгіївський хрест II ст. № 4606
  - Георгіївський хрест I ст. № 12146 (23 березня 1916)
- Георгіївська медаль IV ст. № 249778 (12 червня 1915)
- Орден Святої Анни IV ст. (28 червня 1916)
- Орден Святого Станіслава III ст. з мечами та бантом (23 вересня 1916)
- Орден Святої Анни III ст. з мечами та бантом (12 лютого 1917)

### Друга світова війна
- Хрест Воєнних заслуг 2-го класу з мечами (Третій Рейх)
- Відзнака для східних народів 2-го класу в сріблі та бронзі з мечами (Третій Рейх)
- Орден Корони короля Звоніміра 3-го класу (Хорватія)